# Groupama Arena
Il Ferencváros Stadion, noto come Groupama Arena per motivi di sponsorizzazione, è un impianto sportivo di Budapest, che ospita gli incontri casalinghi del Ferencváros, la squadra di calcio più titolata d'Ungheria. Dal 2017 al 2019, prima della costruzione della Puskás Aréna, è stato lo stadio più grande della città con una capienza di 23 700 spettatori.

## Costruzione

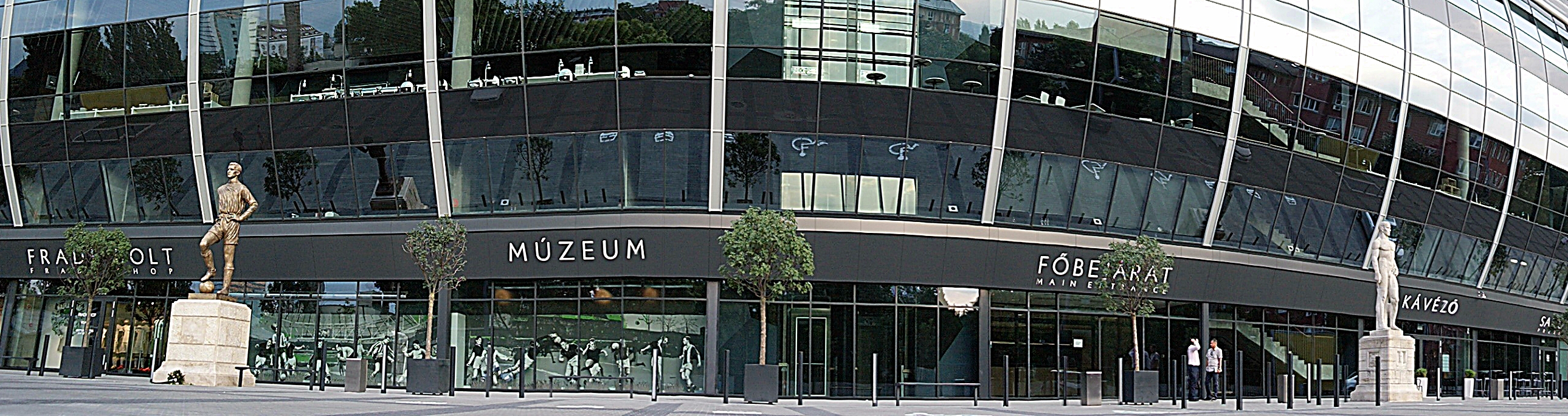
L'ingresso principale della Groupama Arena con la statua di Flórián Albert (a sinistra) e la statua di Ferenc Springer (a destra)

La costruzione dello stadio è cominciata il 27 marzo 2013 e nel mese di aprile 2014 Lagardère ha siglato un contratto con l'assicuratore francese Groupama per scegliere il nome dello stadio e la gestione e la commercializzazione della nuova arena. Lagardère, attraverso la sua società controllata Unlimited Stadium Solutions, si occupa della consulenza e dei servizi di marketing in diversi stadi di tutto il mondo, tra cui la Commerzbank-Arena di Francoforte e il Volksparkstadion di Amburgo, oltre a due stadi in Brasile. L'amministratore delegato di Lagardère Unlimted Stadium Solutions, Ulrik Ruhnau, ha detto che "Groupama è un giocatore di business premium sport e siamo lieti di andare avanti con loro nel primo stadio benchmark di Ungheria."
Il 2 luglio 2014 è stato annunciato che il nome del nuovo stadio sarà Groupama Arena. Alla conferenza stampa, Yann Ménétrier l'amministratore delegato di Groupama e Tamás Szekeres, l'amministratore delegato di Lagardère Unlimited Stadium Solution, erano presenti.
Il 10 agosto 2014 si è giocata la partita inaugurale tra il Ferencváros e il Chelsea.

## Trasporto
Groupama Arena si trova nel distretto nono a Budapest, Ungheria.
| Servizio                  | Fermata  | Linea                        | Distanza       |
| ------------------------- | -------- | ---------------------------- | -------------- |
| Metropolitana di Budapest | Népliget | Azzurra                      | 100 m 2 minuti |
| Tram a Budapest           | Népliget | 1                            | 100 m 2 minuti |
| Autobus di Budapest       | Népliget | 103 901 914 914A 918 937 950 | 100 m 2 minuti |

## Partite importanti
| Arbitro: | István Vad |

|          |           |                          |
| Gera 17’ | Marcatori | 51’ Ramires 81’ Fàbregas |